# Milan Lach
Milan Lach (* 18. listopadu 1973, Kežmarok) je slovenský řeckokatolický kněz, jezuita a pomocný biskup řeckokatolické bratislavské eparchie.

## Studia a pedagogická činnost
Vyrostl v obci Ľubica, absolvoval gymnázium v Kežmarku. V letech 1992 až 1997 studoval na tehdejší prešovské řeckokatolické bohoslovecké fakultě Univerzity Pavla Jozefa Šafárika a v letech 2004 až 2009 studoval na Papežském východním institutu v Římě a obdržel doktorský titul.
Jako vysokoškolský pedagog působí na bratislavské teologické fakultě Trnavské univerzity, kde zastává funkci proděkana. Přednáší křesťanskou spiritualitu a spiritualitu křesťanského Východu.

## Církevní kariéra
V roce 1995 vstoupil do jezuitského řádu a 1. července 2001 přijal Kněžské svěcení. Byl pomocným duchovním v bratislavské farnosti. Pracoval také jako národní duchovní asistent ve Federaci skautů Evropy.
Dne 19. dubna 2013 jej papež František jmenoval pomocným biskupem prešovské archeparchie a titulárním biskupem ostracinským. Stal se tak v 39 letech nejmladším členem Konference biskupů Slovenska. Post prešovského pomocného biskupa byl tímto zřízen, o jeho přidělení požádal archieparcha Ján Babjak o rok dříve. Babjaka, též řeckokatolického jezuitu, označil v rádiu Lumen Lach za svůj vzor.
24. června 2017 jej papež František jmenoval apoštolským administrátorem řeckokatolické eparchie Parma se sídlem ve státě Ohio v USA.
1. června 2018 byl jmenován eparchiálním biskupem Parmy, do úřadu byl uveden 30. června.
Dne 23. ledna 2023 jej papež František jmenoval pomocným biskupem bratislavské eparchie a titulárním biskupem z Ostracine.